# AF Mia

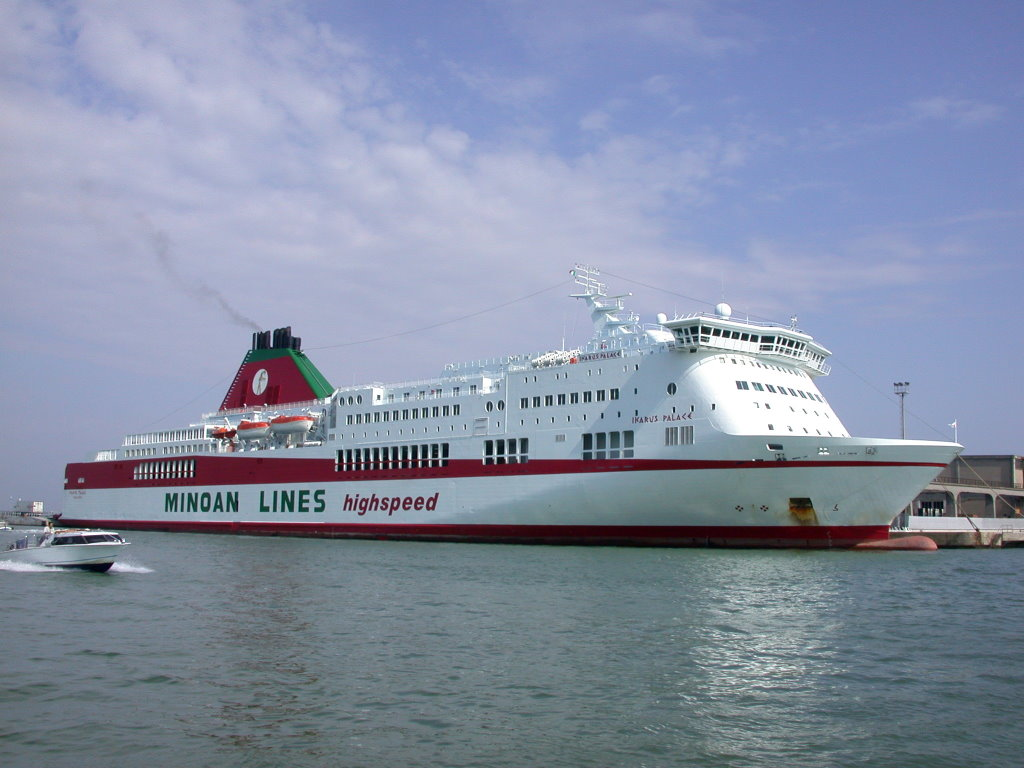
Das Schiff als Ikarus Palace

Die AF Mia ist eine Fähre der Reederei Adria Ferries.

## Geschichte
Das Fährschiff wurde von Minoan Lines 1998 unter dem Namen Ikarus in Dienst gestellt. Die Ikarus war nach Ikarus, einer Figur aus der griechischen Mythologie, benannt.
Nach einem Brand auf dem Schiff Aretousa, bei dem das Schiff nur leicht beschädigt worden war, verkaufte Minoan Lines die Aretousa. Ihr Nachfolger wurde die Ikarus, das Typschiff der Ikarus-Klasse. Sie war nahezu identisch zur Aretousa, jedoch kleiner. Von der Klasse wurden nur zwei Schiffe für die Minoan Lines gebaut, da die Gesellschaft danach größere Schiffe einsetzte. Die Ikarus und die ehemalige Pasiphae gehörten zur dritten Generation von Schiffen seit Unternehmensgründung.
Die Ikarus wurde unter der Baunummer 57 auf der Werft Fosen Yards gebaut. Der Rohbau wurde von der schwedischen Werft Bruce Shipyard zugeliefert. Die Kiellegung fand am 13. August 1996, der Stapellauf am 5. Mai 1997 statt. Das Schiff wurde am 5. Dezember 1997 an Minoan Lines abgeliefert. Minoan Lines setzte das Schiff auf Fährverbindungen im Mittelmeer ein. 2001 wurde es in Ikarus Palace umbenannt.
Die Ikarus Palace rettete die 22 Mann starke Besatzung sowie neun Passagiere der UND Adriyatik vor der kroatischen Küste, nachdem das Schiff am 6. Februar 2008 in Brand geraten war.
Nachdem das Schiff 2010 bis 2012 bereits in Charter von Grimaldi Lines fuhr, wurde es 2016 an die Reederei verkauft und in Cruise Smeralda umbenannt. 2023 verkehrte das Schiff einige Monate für Finnlines, einer Tochtergesellschaft der Grimaldi Group, zwischen Travemünde und Malmö. Im Oktober des Jahres wurde das Schiff von Grimaldi Lines an Adria Ferries verkauft. Die Reederei, die Routen zwischen Italien und Albanien bedient, betreibt das Schiff unter dem Namen AF Mia.

## Schwesterschiffe
Das Schiff hat ein Schwesterschiff, die Jean Nicoli.

## Schiffsbeschreibung
Die Passagierkapazität beträgt 1.528 Personen. An Bord stehen 197 Kabinen mit insgesamt 713 Betten zur Verfügung. Weiterhin sind Ruhebereiche mit 181 Pullmansesseln vorhanden.
Das Schiff bietet u. a. folgende Unterhaltungsmöglichkeiten:
- Schwimmbereich mit getrenntem Kinderpool
- Spielcasino/Glücksspielbereich
- Einkaufszentrum

Es gibt neun Kabinenklassen. Alle Kabinen verfügen über ein WC und eine Dusche, viele über Fernseher. Die Kabinen sind Zwei- bis Vierbettkabinen, Luxuskabinen besitzen ein oder zwei Betten.
Für Haustiere gibt es einen Spezialbereich an Deck.

## Auszeichnungen
Beim ÖAMTC-Fährtest 2004 wurde das Schiff mit der Note gut bewertet.